# El perro canelo
El perro canelo es una novela de 1931 del escritor belga, radicado en Francia, Georges Simenon. Su principal protagonista es el comisario Jules Maigret.

## Trama
En la localidad costera francesa de Concarneau, el comisario Maigret analiza un grupo de personalidades como si de un estudio sociológico se tratase. Están amenazados por una serie de atentados que se están produciendo en las que un perro vagabundo parece ser el testigo final.
- Datos: Q1366540